# Masaaki Mori
Masaaki Mori (jap. 森 正明, Mori Masaaki; * 12. Juli 1961 in der Präfektur Nagasaki) ist ein ehemaliger japanischer Fußballspieler.

## Nationalmannschaft
1988 debütierte Mori für die japanische Fußballnationalmannschaft. Mori bestritt acht Länderspiele.